# Endverwendung
Endverwendung ist ein zollrechtlicher Begriff für eine Begünstigung, die für importierte Waren mit diesem bestimmten Verwendungszweck die vollständige oder teilweise Befreiung von den Einfuhrabgaben bedeutet.
Sie ermöglicht es, zum zollrechtlich freien Verkehr überlassene Nicht-Unionswaren auf eine bestimmte Art und Weise in einem bestimmten Zeitraum zu verwenden oder weiterzuverarbeiten (z. B. Verarbeitung von Fisch in der Lebensmittelproduktion). 
Waren müssen von einer Person mit der entsprechenden Bewilligung
für das entsprechende Zollverfahren angemeldet werden.
Falls diese Bedingungen nicht vorliegen, muss der normale Zollbetrag gezahlt werden. Falls Waren für die wiederholte Verwendung geeignet sind, wird die zollamtliche Überwachung für einen Zeitraum von maximal zwei Jahren nach der ersten Verwendung fortgesetzt. Informationen zu den Waren, die für die Endverwendung infrage kommen, sind in TARIC verfügbar. Sonstige besondere Vorschriften sind nur in der Verordnung (EWG) Nr. 2658/87 vom 23. Juli 1987 aufgeführt.